# IC 711
IC 711 — галактика типу E? (еліптична галактика) у сузір'ї Велика Ведмедиця.
Цей об'єкт міститься в оригінальній редакції індексного каталогу.